# (523639) 2010 RE64
2010 RE64, também escrito como 2010 RE64, é um corpo menor que está localizado no disco disperso, uma região do Sistema Solar. Ele possui uma magnitude absoluta de 4,3 e tem um diâmetro com cerca de 607 km. Em seu site Mike Brown lista este corpo celeste como um provável planeta anão.

## Descoberta
2010 RE64 foi descoberto no dia 9 de setembro de 2010 pelos astrônomos D. L. Rabinowitz, M. Schwamb e S. Tourtellotte, através do Observatório Europeu do Sul, em La Silla.

## Órbita
A órbita de 2010 RE64 tem uma excentricidade de 0,451 e possui um semieixo maior de 65,635 UA. O seu periélio leva o mesmo a uma distância de 36,047 UA em relação ao Sol e seu afélio a 64,011 UA.

## Dados preliminares
Foi apenas observado durante um arco de 29 dias e até agora o objeto não foi encontrado em imagens anteriores que ajudassem a definir a sua órbita]. O conhecimento sobre a sua órbita é muito limitado. Baseando-se na órbita preliminar, estimou-se que o seu periélio vai ocorrer em torno do ano 2165, ele chegou ao seu afélio em março de 2010. Atualmente está a 55,8 UA em relação ao Sol.
Assumindo um albedo genérico para os objetos transnetunianos, que é de 0,09, seu diâmetro seria de cerca de 640 km. Mas desde que se sabe que a sua magnitude absoluta preliminar é de 4,3 e seu verdadeiro albedo é desconhecido, o diâmetro pode ir dos 370 aos 820 km.